# Deszno (Sainte-Croix)
Pour les articles homonymes, voir Deszno.
Deszno est une localité polonaise de la gmina de Nagłowice, située dans le powiat de Jędrzejów en voïvodie de Sainte-Croix.